# Епіліон
Епіліон, також епілій (ἐπύλλιον — малий епос) – епічний жанр в давньогрецькій та римській літературі. Епіліон є короткою поемою на міфологічний сюжет, написаною гекзаметром. Цей жанр особливо характерний для елліністичного періоду та александрійської літератури. Епіліон застручається також у римській поезії, зокрема в Неотериків.

## Короткий опис
Подібно до великого епосу епіліон описує міфічні або історичні події у віршованій формі (зазвичай гекзаметром). Стилістика епіліона спирається на канонічні гомерівські зразки, нерідко в епіліонах запозичувалися з класичних епосів формальні звороти, типові епітети і цілі фрази. Такі стилістичні риси мали надати епіліону масштабу великого епосу, хоча іноді ці засоби вживалися з пародійною метою.

## Приклади епіліонів
Елліністичний період
- Філет: «Гермес»
- Александр Етолійський: «Рибак»
- Каллімах: «Гекала»
- Теокріт: 13, 22, 24, [25]
- Ератосфен: «Гермес»
- Мосх: «Європа»

Латинська література
- Цинна, Смирна
- Кальв: «Іо»
- Катулл 64
- «Вергілієвий додаток»
- Вергілій: «Георгіки» 4.315–558: Арістей
- Вергілій: «Енеїда» 9.182–234: «Ніс і Евріал»
- Овідій: «Метаморфози» 8.611–724: «Філемон і Бавкіда»

Пізня античність
- Коллуф, «Викрадення Єлени»
- Мусей Граматик: «Геро і Лаендр»